# 西庇阿 (堪薩斯州)
西庇阿（英語：Scipio）為位在美國堪薩斯州安德森縣的非建制地區。

## 歷史
西庇阿境內的郵局於1859年設立，之後一直營運直到1905年結業。